# Melayro Bogarde
Melayro „Mela“ Chakewno Jalaino Bogarde (* 28. Mai 2002 in Rotterdam) ist ein niederländischer Fußballspieler. Der Verteidiger steht in Österreich beim LASK unter Vertrag und ist Nachwuchsnationalspieler.

## Karriere

### Verein
Bogarde wurde als Spieler der RVV Swift Boys von Scouts von Feyenoord entdeckt und anschließend in dessen Nachwuchsleistungszentrum fußballerisch ausgebildet. Im Sommer 2018 verließ er seine Heimatstadt und wechselte in die Akademie des deutschen Bundesligisten TSG 1899 Hoffenheim, bei dem er einen bis Juni 2021 gültigen Vertrag unterschrieb. Dort erhielt er einen Platz in einem Spielerinternat, wurde am Wilhelmi-Gymnasium in Sinsheim angemeldet und lernte gemeinsam mit anderen ausländischen Spielern Deutsch. Im Vorfeld hatten auch einige englische Premier-League-Klubs Interesse an ihm bekundet.
Die Hinrunde seiner ersten Spielzeit verbrachte der Verteidiger noch in der U17 des Vereins, zur Rückrunde wurde er dann bereits in den Kader der A-Junioren-Bundesligamannschaft integriert. Bogarde spielte in 25 wettbewerbsübergreifenden Partien für die TSG-Junioren, darunter auch drei Finalrundenspiele in der UEFA Youth League, wo man im Halbfinale am späteren Sieger FC Porto scheiterte. Nachdem der Niederländer bereits mit den Profis hatte trainieren dürfen, berief ihn Cheftrainer und Landsmann Alfred Schreuder viermal in den Spieltagskader. Am 29. Spieltag (Ende Mai 2020) stand Bogarde schließlich in Mainz als rechter Verteidiger in der Startelf. Einen Spieltag später folgte ein Kurzeinsatz. Als Tabellensechster konnte sich der Niederländer mit der TSG für die Europa League qualifizieren und rückte im Sommer 2020 in den Profikader auf. In der Europa League kam er daraufhin in der folgenden Saison in acht möglichen Spielen zu vier Einsätzen, davon drei von Beginn an, in der Liga kam er jedoch nur selten zum Einsatz. Nachdem er in der Hinrunde der folgenden Saison 2021/22 ausschließlich in der zweiten Mannschaft der Hoffenheimer in der Regionalliga eingesetzt wurde, verlieh der Verein Bogarde im Januar 2022 bis zum Saisonende an den niederländischen Erstligisten FC Groningen. Dort kam Bogarde bis zum Saisonende auf sieben Einsätze und kehrte im Sommer 2022 zunächst nach Hoffenheim zurück. Nachdem er zu Beginn der neuen Saison 2022/23 ebenfalls nur in der Regionalliga-Mannschaft eingesetzt worden war, wechselte er im September 2022 am Ende der Transferperiode auf Leihbasis zum niederländischen Zweitligisten PEC Zwolle.
Zur Saison 2023/24 kehrte Bogarde nach Hoffenheim zurück und wurde in die zweite Mannschaft integriert. Für Hoffenheim II kam er in jener Spielzeit zu 25 Regionalligaeinsätzen. Nach seinem Vertragsende in Sinsheim wechselte er zur Saison 2024/25 zum österreichischen Bundesligisten LASK, bei dem er einen bis 2028 laufenden Vertrag erhielt.

### Nationalmannschaft
Bogarde läuft seit der U15 für Nachwuchsteams des KNVB auf, bis einschließlich der U18 war sein Trainer stets Peter van der Veen. Für die U17 absolvierte der Verteidiger alle Partien bei der EM 2019, bei der sich die Niederlande im Endspiel mit 4:2 gegen Italien durchsetzen konnten; es war bereits der zweite Europameistertitel in Folge. Bei der später im Jahr 2019 stattfindenden Weltmeisterschaft erreichten Bogarde und seine Mannschaft den 4. Platz.

## Titel
- U17-Europameister: 2019

## Persönliches
Melayro ist der Neffe des ehemaligen niederländischen Nationalspielers Winston Bogarde. Sein jüngerer Bruder Lamare ist ebenfalls Fußballer und Jugend-Nationalspieler der Niederlande. Lamare wurde wie Melayro bei Feyenoord Rotterdam ausgebildet.